# 克魯特尼夫 (克列梅涅茨區)
49°57′15″N 25°27′49″E / 49.95417°N 25.46361°E
克魯特尼夫（烏克蘭語：Крутнів），是烏克蘭的村落，位於該國西部捷爾諾波爾州，由克列梅涅茨區負責管轄，始建於1483年，面積1.03平方公里，2001年人口626，人口密度每平方公里607.8人。